# Antinephele efulani
Antinephele efulani är en fjärilsart som beskrevs av Clark 1926. Antinephele efulani ingår i släktet Antinephele och familjen svärmare. Inga underarter finns listade i Catalogue of Life.